# Euselasia palla
Euselasia palla is een vlindersoort uit de familie van de prachtvlinders (Riodinidae), onderfamilie Euselasiinae.
Euselasia palla werd in 1998 beschreven door Hall, J & Willmott.